# Ejpovice
Ejpovice (deutsch Eipowitz) ist eine Gemeinde mit 769 Einwohnern (Stand: 1. Januar 2023) in der Region Plzeňský kraj (Tschechien).

## Lage
Das Dorf befindet sich westlich von Rokitzan, in der Nähe des gleichnamigen Sees und einem Naturschutzgebiet.

## Geschichte
Die Gegend war bereits in der Zeit 300 vor Beginn unserer Zeitrechnung besiedelt, die ersten schriftlichen Nachweise stammen aus dem 11. und 12. Jahrhundert, als das Dorf dem Pilsner Bürger Epem gehörte. 1331 kaufte Kronrad von Dobrzan das Dorf und schenkte es dem Maria-Magdalena-Spital in Pilsen.
Im 14. Jahrhundert wurde am Handelsweg von Bayern nach Böhmen eine Schutzburg erbaut. Auch das Dorf ging jetzt durch mehrere Hände, unter anderem der Herren von Schwanberg, 1398 gehörte es Benesch von Ejpovic, 1505 Stanislaus von Paulsdorf (Staněk z Pavlovic). 1537 veräußerten die Herren Totschnik von Křimice (Točníkové z Křimic) Ejpovice an die Stadt Pilsen. Im 17. Jahrhundert begann im Dorf die Erzförderung, die Verarbeitung erfolgte in einem Wasserhammerwerk.
Die Stadt wurde zu diesem Zeitpunkt zwischen Rokitzan und Pilsen aufgeteilt. Diese Spaltung ist noch heute sichtbar. Der „Pilsner Teil“ besteht aus barocken Bauten, während der „Rokitzaner Teil“ im Renaissancestil erstellt wurde.

## Sehenswürdigkeiten
- Ruine des Schlosses Ejpovice
- Burgruine
- Kapelle des Hl. Johann Nepomuk
- Kapelle des Hl. Wenzel (1904)
- Kapelle der Allerheiligen (17. Jahrhundert)
- See und Riffe bei Ejpovice

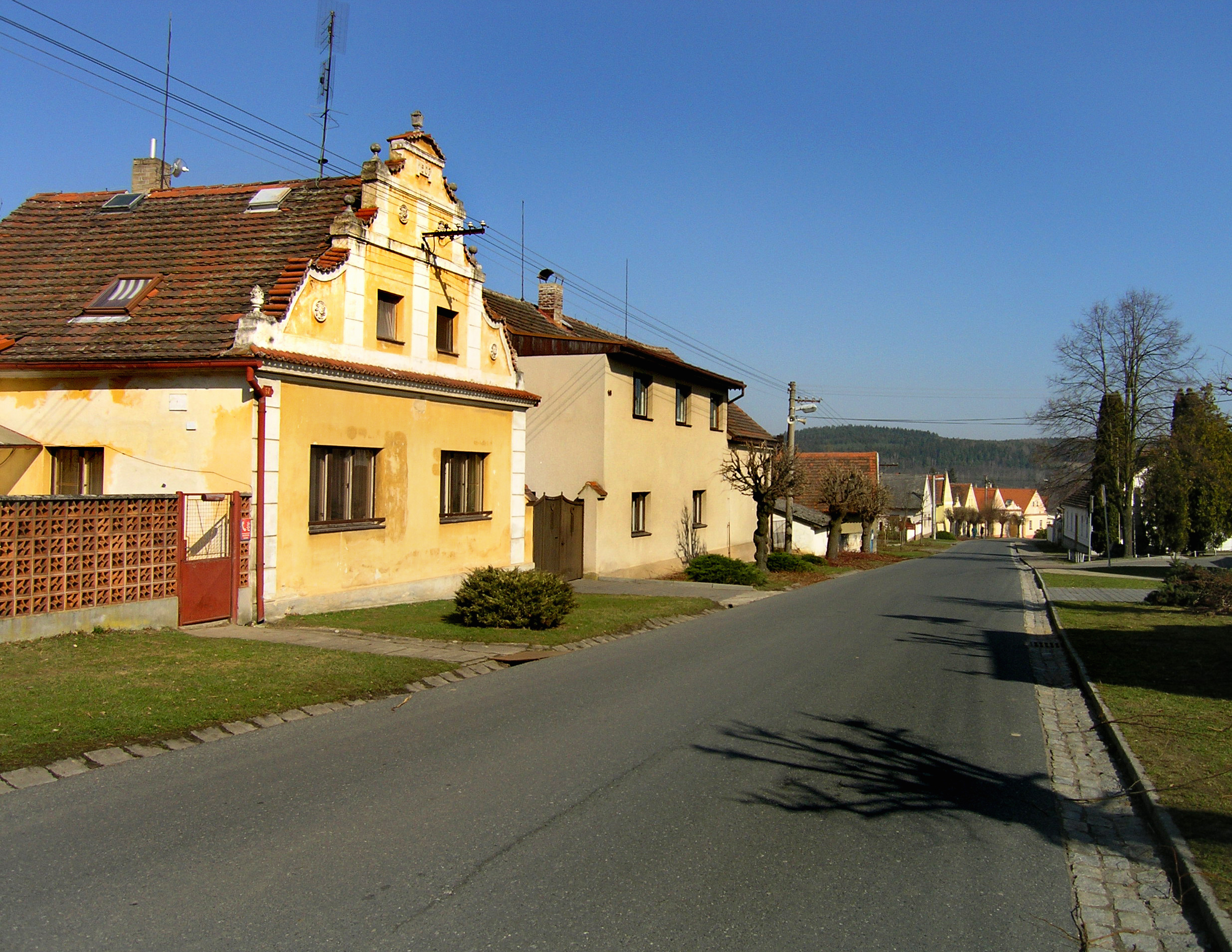
Hauptstraße
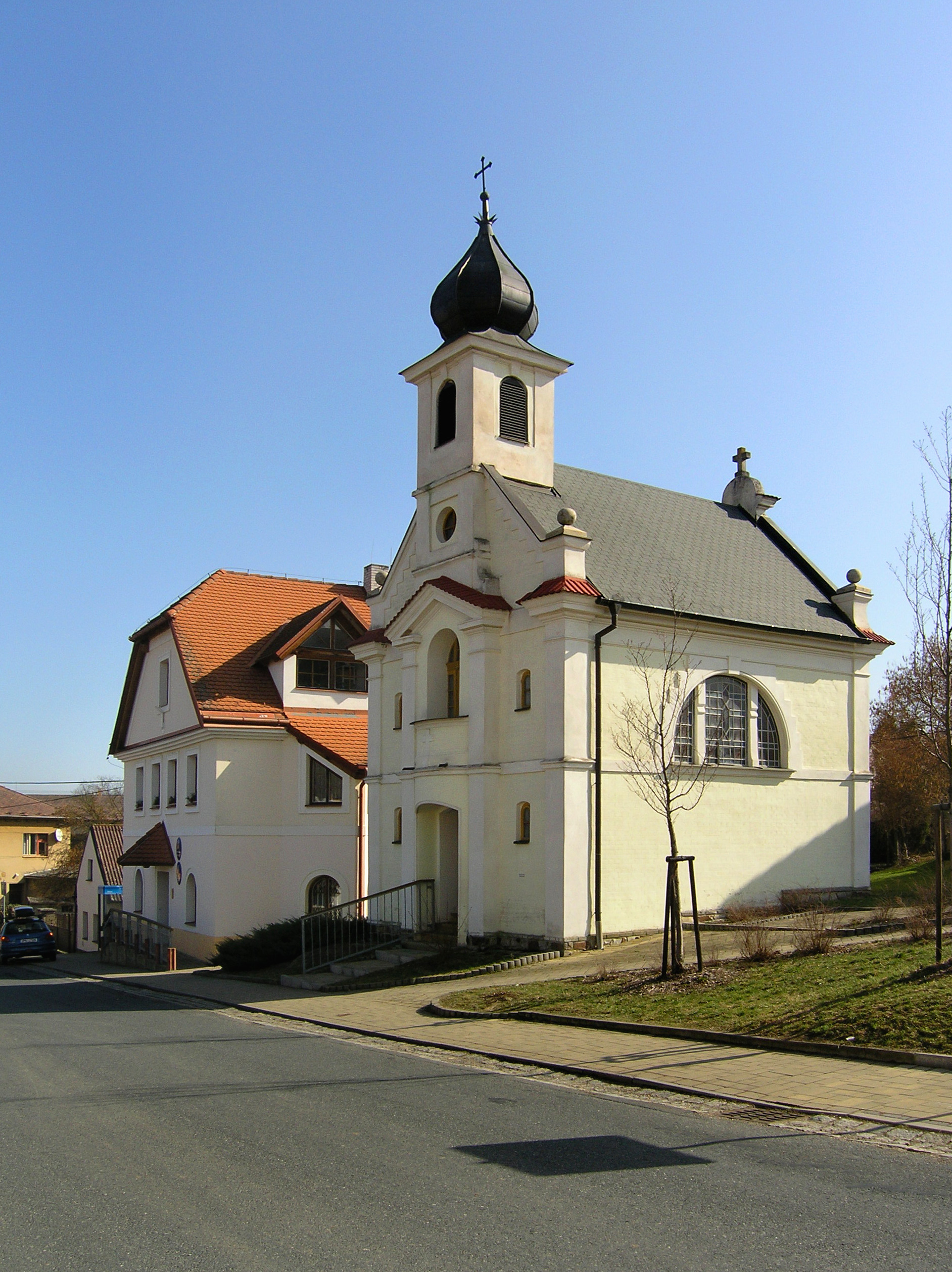
Kapelle des Hl. Wenzel
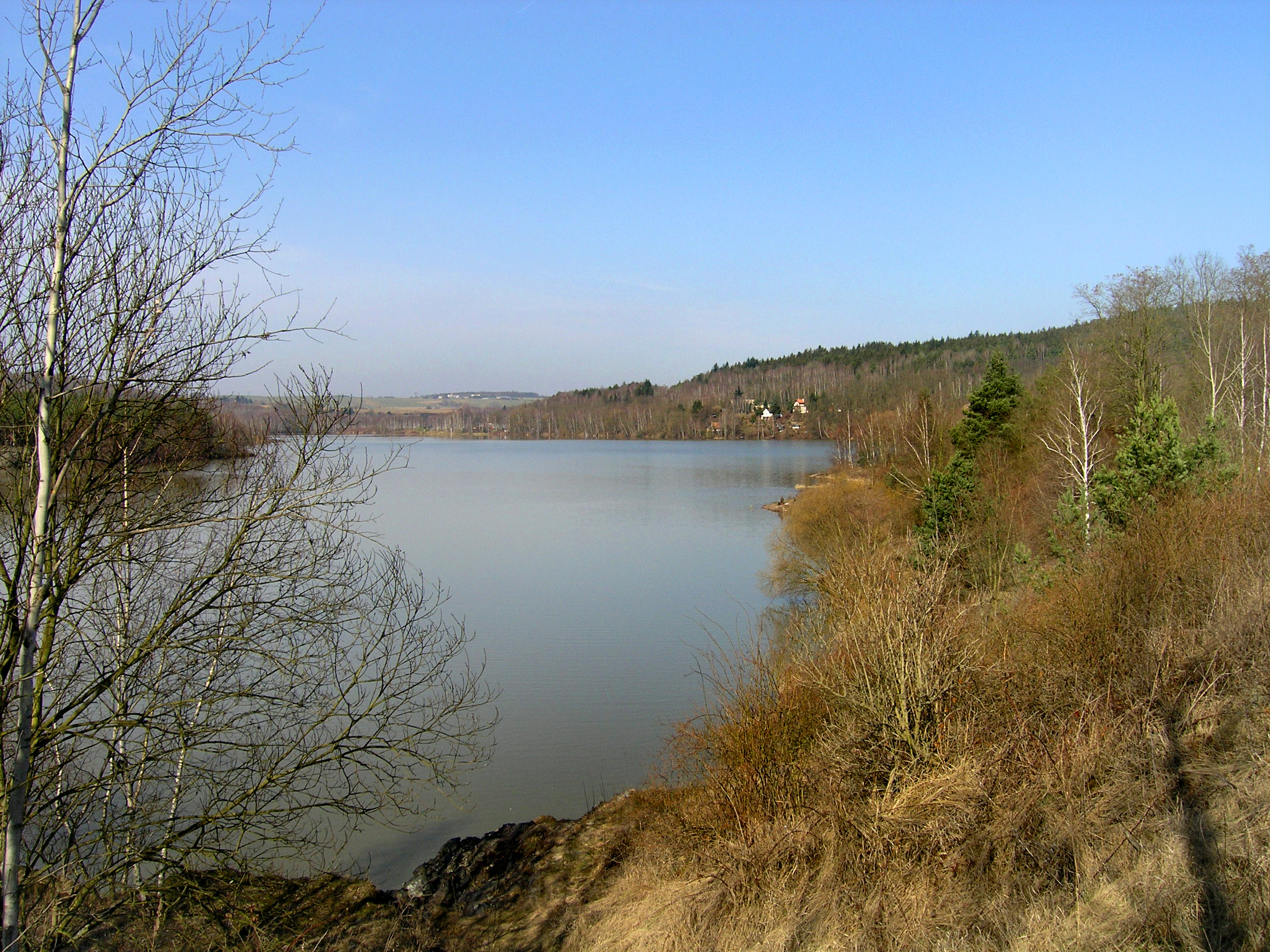
Ejpovice-See